# Re-Education (Through Labor)
Re-Education (Through Labor) è il primo singolo del quinto album Appeal to Reason della band melodic hardcore Rise Against. Il singolo venne pubblicato per iTunes il 19 agosto 2008, e il direttore del video è Kevin Kerslake.
La canzone appare nel gioco Guitar Hero World Tour e viene usata in alcuni spot televisivi per il MyNetworkTV première di WWE Friday Night Smackdown.

## Classifica
| Classifica (2008)                     | posizione |
| ------------------------------------- | --------- |
| U.S. Billboard Modern Rock Tracks     | 4         |
| U.S. Billboard Mainstream Rock Tracks | 31        |
| Billboard Canadian Hot 100            | 68        |

## Formazione
- Tim McIlrath - voce, chitarra
- Zach Blair - chitarra, cori
- Joe Principe - basso, cori
- Brandon Barnes - batteria